# The Outlaws (Film)
The Outlaws (Originaltitel: Beomjoe Dosi, zu dt. „Stadt des Verbrechens“) ist ein Actionfilm des südkoreanischen Regisseurs Kang Yun-seong aus dem Jahr 2017. Es ist der erste Spielfilm des Regisseurs. Der Film wurde durch einen wahren Vorfall zweier Verbrecherbanden inspiriert. In den Hauptrollen sind Ma Dong-seok und Yoon Kye-sang zu sehen.

## Handlung
Ma Seok-do arbeitet als Kommissar im Seouler Bezirk Garibong-dong, den zwei rivalisierende Gangs unter sich aufgeteilt haben. Ma Seok-do ist überall bekannt und selbst unter den Gangs gefürchtet. Als eine Leiche gefunden wird, ruft Ma die Köpfe der beiden Gangs zusammen, und handelt mit ihnen aus, sich fortan friedlich zu verhalten. Doch eine dritte Partei taucht auf. Drei chinesisch-koreanische Gangster aus Harbin leihen Geld und treiben Schulden ein. Darunter auch unter den Männern der Verbrecherbande. Dabei können die drei den Anführer der einen Gruppe töten und die Bande übernehmen. Sie scheren sich nicht um vorhergehende Absprachen und greifen sogleich die rivalisierende Gang an. So wird das Gefüge des Bezirks aus den Angeln gehoben. Die Polizei findet derweil heraus, dass es sich um in China zum Tode verurteilte Mafiosi handelt.

## Rezeption
The Outlaws lief am 3. Oktober 2017 in den südkoreanischen Kinos an und erreichte knapp 6,9 Millionen Kinobesucher. Er wurde damit der fünfterfolgreichste Film des Jahres und der erfolgreichste ohne Jugendfreigabe. Der Film erhielt positive Kritiken.

## Auszeichnungen
Korean Association of Film Critics Awards 2017
- Auszeichnung in der Kategorie bester neuer Regisseur für Kang Yun-seong
- Beste 10 Filme des Jahres

Blue Dragon Awards 2017
- Auszeichnung in der Kategorie bester Nebendarsteller für Jin Seon-gyu

Baeksang Arts Awards 2018
- Auszeichnung in der Kategorie bester neuer Regisseur für Kang Yun-seong

Chunsa Film Art Awards 2018
- Auszeichnung in der Kategorie bester neuer Regisseur für Kang Yun-seong

Director’s Cut Awards
- Auszeichnung in der Kategorie bester neuer Regisseur für Kang Yun-seong